# Remix
Pour les articles homonymes, voir Remix (homonymie).
 (avril 2018).
Si vous disposez d'ouvrages ou d'articles de référence ou si vous connaissez des sites web de qualité traitant du thème abordé ici, merci de compléter l'article en donnant les références utiles à sa vérifiabilité et en les liant à la section « Notes et références ».
Un remix ou un remake est, en musique, une version revisitée d'un morceau musical, réalisée en studio ou parfois en live (en direct) avec des techniques d'édition audio, destinée en général aux DJ pour les clubs. Les remixes disponibles à la vente sont souvent plus rares que les versions album ou single d'un titre et intéressent donc principalement les fans et les collectionneurs.
e version remixée peut aller d'une simple version longue (qui réutilise alors la plupart des arrangements de la version originale) à une adaptation dans un genre musical radicalement différent de l'originale : des morceaux pop ou RnB peuvent par exemple être remixés en dance, house, techno, voire en acoustique ou en orchestration classique. Il peut aussi s'agir d'une version instrumentale dont le remixeur ôte toute la partie vocale, ou une partie (dub remix, avec souvent des effets spéciaux tels que de l'écho). Plus simplement, un remix (mot utilisé à tort, car dans ce cas il s'agit d'une reprise) peut aussi être l'adaptation d'un morceau sous la forme voulue par un autre artiste, celui-ci y apportant alors une touche personnelle plus ou moins remarquable.
En 1995, Fantasy de Mariah Carey featuring Ol' Dirty Bastard (O.D.B), est considérée comme l'un des plus beaux exemples de révision d'un échantillon en un chef-d'œuvre pop. La chanson et son remix sont considérés comme le single de Carey le plus important à ce jour. Carey introduit le R'n'B et le hip-hop dans la culture pop et popularise le rap après 1995. Sarah Frere-Jones, journaliste à The New Yorker dit : « Le remix devient un standard pour les stars R'n'B/Hip-Hop comme Missy Elliott et Beyoncé, car il combine la mélodie avec le rap. Et quelques jeunes artistes pop comme Britney Spears, 'N Sync ou Christina Aguilera ont passé une grande partie de ces dix dernières années à faire de la musique pop qui est incontestablement du R'n'B ». Frere-Jones en conclut : « Son idée d'associer le chant d'une femme avec le hip-hop des hommes a changé le R'n'B et toute la pop. Bien que maintenant, chacun soit libre de choisir cette idée, le succès de Mimi montre qu'elle appartient encore à Carey ».
John Norris de MTV déclare que le remix est « responsable d'une vague musicale que nous voyons depuis ce jour-là, l'association R'n'B/Hip-Hop. Vous pouvez dire que le remix de Fantasy est le single le plus important de sa carrière ». Norris fait écho aux propos de Lisa Lopes qui a dit que nous avons grâce à Mariah. Judnick Mayard, journaliste de TheFader, écrit en ce qui concerne l'association du R'n'B et du hip-hop : « La championne de ce mouvement est Mariah Carey ». Mayard dit également : « À ce jour, Mariah et O.D.B. font sans doute la meilleure collaboration hip-hop de tous les temps », et qu'en raison de la sortie de Fantasy, « le R'n'B et le hip-hop sont de bons frère et sœur ». Le remix avec odb, qui obtient un clip, chose rare pour un titre pop, devient un hymne intergénérational en termes de remixes et est considéré comme celui qui a bouleversé l'histoire de la pop, rnb et du hip-hop.

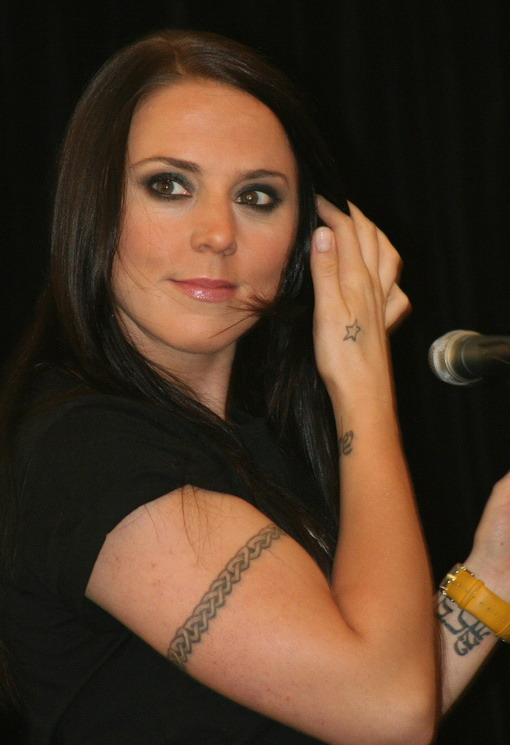
En 2001, le remix single I Turn To You de Melanie C, produit par Hex Hector, remporte un Grammy Award pour le meilleur remix de l’année, ce qui est une première dans l'histoire.

En 2001, la chanson I Turn To You de Melanie C, directement sortie en remix/single et produite par Hex Hector, remporte un Grammy Award pour le meilleur remix de l’année, ce qui est une première dans l'histoire.
Dans le cas de la musique urbaine telle que le hip-hop, le rap, le RnB ou encore le reggaeton, on parle de remix pour des versions alternatives où figure un featuring, un artiste invité sur le morceau. Cependant, ces titres ne peuvent être dénommés remixes en premier sens du terme, car ils ne bénéficient pas d'une restructuration de la musique, ni de l'harmonie, mais sont bel et bien les mêmes titres, juste agrémentés d'un invité. Dans ce cas présent citons : Jamelia : Thank You (remix featuring Singuila) ou de Mario : Let Me Love You (remix featuring Amel Bent).
Un « megamix » enchaîne plusieurs morceaux (comme un medley ou un pot-pourri, mais il s'agit d'un travail en studio) de différents artistes (par exemple le groupe Jive Bunny and the Mastermixers a réalisé des mégamix célèbres de rock 'n' roll), ou d'un seul artiste (les megamix de Boney M, Modern Talking, Claude François, Michael Jackson, Mariah Carey et Britney Spears sont célèbres également). Tom Moulton est l'inventeur du format vinyle maxi 45 tours. Walter Gibbons a réalisé le premier remix sur maxi 45 tours (Double Exposure, 10 Percent) et a aussi réalisé le remix de Bettye LaVette : Doin' the Best That I Can.
Une « version longue » (extended version en anglais) est la forme la plus simple de remix : certains passages instrumentaux sont insérés au milieu ou à la fin du morceau. Idem pour une « version radio » (radio edit en anglais), généralement peu différente de la version album : intro supprimée ou bien différente, fondu en fermeture (fadeout) ou vraie fin arrivant plus tôt.
Tous les remix ne sont pas distribués, et certains sortent sur des white label (disques promotionnels), d'autres sous forme de bootlegs (disques pirates) ; avec Internet, les DJ peuvent plus facilement diffuser leurs créations.
Les remixes sont souvent l'occasion pour des artistes débutants de se faire connaître du public, et donc des labels, susceptibles de leur permettre la publication d'un premier disque personnel. De même certains artistes très diffusés offrent parfois des tremplins à des homologues plus underground. On peut citer notamment Mariah Carey, Madonna, Radiohead, et surtout Björk comme habitués du fait.
Depuis peu, la version r&b remix de Heartbreaker de Mariah Carey en featuring Da Brat et Missy Elliott, est également considéré comme un remix culte au niveau mondial,,,,. Mariah Carey featuring Da Brat & Missy Eliott Heartbreaker Remix vidéo officielle Youtube.com
Le remix r&b Irresistible (So So Def Remix) de Jessica Simpson Featuring Bow Wow, est également considéré comme un hymne urbain culte depuis sa sortie et un des meilleurs remix r&b de tous les temps,,,. Jessica Simpson Featuring Lil Bow Wow Irresistible So So Def Remix vidéo officielle Youtube.com
Le single Always You de Jennifer Paige qui fut remixé par Groove Brothers, atteint la 6eme place du Billboard, marque les esprits et devient un hymne incontournable des boites de nuits. Jennifer Paige Always You vidéo officielle Youtube

## Compagnies
Une compagnie de remix (en anglais, remix service) engage des DJ pour produire des remixes qui sortent sur des albums ou en single (parfois, la vente de ceux-ci est réservée aux DJ). La première de ces compagnies a été Disconet, créée en 1977 aux États-Unis.

## Type versus ou mashup
Ce type de remix consiste à mixer la version a cappella d'un morceau avec l'instrumental d'un autre. Généralement, le nom du remix est lui-même un mélange des noms des deux morceaux.
Un remix de ce type, signé Stuntmasterz, est sorti en single sous le titre The Lady Boy Is Mine : il mixait la version a cappella de The Boy Is Mine de Brandy et Monica avec l'instrumental de Lady (Hear Me Tonight) de Modjo. Un autre remix (bootleg) de ce genre mixait l'a cappella de Like a Prayer de Madonna avec le rythme de You See The Trouble With Me de Black Legend. Le groupe Mad'House a eu l'idée de faire une reprise du remix, mais une autre version avec le sample de House of God et la voix de Madonna (sur Like a prayer) est aussi sortie en promo et fut très peu diffusée.
Take Me to the Clouds Above de LMC vs U2 (un mix entre With or Without You de U2 et la version a cappella de How Will I Know? de Whitney Houston) était sorti en single. Doctor Pressure est un remix, sorti en single, qui mélange Drop Tthe Pressure de Mylo avec Doctor Beat de Miami Sound Machine, chanté par Gloria Estefan. Néanmoins, ce genre de remix est rarement officiel et constitue une grande partie des remix bootleg qui peuvent égaler, voire dépasser les remixes officiels.
Un megamashup est un mashup spécial contenant des dizaines d'acapellas, le plus souvent dans le but de récapituler toutes les œuvres d'un artiste, ou d'une année.

## A cappellaremixés
Certains albums comportaient des morceaux a cappella, ce qui a donné l'idée à des DJ de les remixer. Certains sont sortis en single, comme Tori Amos — Professional Widow (remixé par Armand Van Helden) et DNA feat. Suzanne Vega — Tom's Diner.

## Mots dérivés
Remix est un mot anglais qui est passé dans le français par emprunt lexical. En anglais, le mot est à la fois un nom et un verbe. En français, le mot « remixer » est utilisé comme verbe, « remixé » pour l'adjectif (traduction de « remixed »), « remixage » pour l'action de remixer (traduction de « remixing »), bien qu'assez rarement « remixage » peut être utilisé à la place du mot remix.
Le DJ qui réalise des remixes est appelé « remixeur » (traduction de « remixer »). S'agissant d'un mot étranger, on emploie en français pour le pluriel celui de la langue d'origine (« remixes »).